# Braun
Braun je priimek več znanih oseb:
- Aleksander Braun (1805—1877), nemški botanik
- Alfred-André Braun (1886—1961), francoski general
- Andrzej Braun (1923—2008), poljski pisatelj
- Carol Moseley Braun (*1947), ameriška odvetnica in političarka
- Emma Lucy Braun (1889—1971), ameriška botaničarka
- Eva Braun (1912—1945), spremljevalka Adolfa Hitlerja
- Herbert Braun (1903–1991), nemški evangelistični teolog
- Jerzy Braun (1912—1968), poljski veslač
- Karl Braun (1822—1893), nemški politik
- Karl Ferdinand Braun (1850—1918), nemški fizik, nobelovec leta 1909
- Lily Braun (1865—1916), nemška pisateljica
- Matthias Bernard Braun (1684—1738), češki baročni kipar
- Sabine Braun (*1965), nemška atletinja, sedmerobojka
- Pinkas Braun (1923—2008), švicarski igralec
- Otto Braun ( 1872—1955), nemški politik
- Volker Braun (*1939), nemški pisatelj
- Wernher von Braun (1912—1977), nemško-ameriški raketni strokovnjak